# Werner Friese
Werner Friese (Drezda, 1946. március 30. – 2016. szeptember 28.) keletnémet válogatott német labdarúgókapus. 
Az NDK válogatott tagjaként részt vett az 1974-es világbajnokságon.

## Sikerei, díjai
Lokomotive Leipzig
- Keletnémet kupa (1): 1975–76